# Horacio Ferrer
Horacio Arturo Ferrer Ezcurra (Montevideo, 6 febbraio 1933 – Buenos Aires, 21 dicembre 2014) è stato un poeta, paroliere e drammaturgo uruguaiano naturalizzato argentino.

## Biografia
Nato a Montevideo, si è trasferito da piccolo a Buenos Aires. Qui si è appassionato del tango e ha scritto diversi libri di poesie, nonché la sua prima opera teatrale, chiamata La ultima grela, un tango di grande successo.
Ha intrapreso poi un lungo sodale artistico con il compositore Astor Piazzolla. Le sue poesie e i suoi testi divennero mezzo di comunicazione mondiale per il tango. Ha collaborato tuttavia anche con altri artisti. Ha scritto anche il Libro del Tango, studiato anche all'Università di Parigi.
Nel 1989 ha fondato la Academia Nacional de Tango della Repubblica Argentina, con sede a Buenos Aires e poi anche in altri Paesi di tutto il mondo.

## Testi scritti per Astor Piazzolla
- Alevare (1968)[3]
- Allegro tangábile
- Aria de los analistas (1968)[3]
- Balada para el (tango)
- Balada para mi muerte (song, 1968)
- Balada para un organico loco (1968)[3]
- Balada para un loco (tango, 1969)
- Bocha (tango, 1981)
- Cancion de los Venusinas (milonga)
- Cancion de los jovenes amantes
- Carta a los árboles y las chimeneas (1968)[3]
- Che, Tango, che (tango)
- Chiquilín de Bachín (tango, 1968)
- Contramilonga a la funerala (1968)[3]
- El diablo
- El gordo triste (tango)
- El hombrecito blanco.
- Existir
- Fabula para Gardel (poema evocativo)
- Final de funcion (tango, 1985)
- Fuga y misterio (1968)[3]
- Juanito Laguna ayuda a su madre (tango)
- La bicicleta blanca (polka/tango)
- La nave de fuego (song)
- La primera palabra (valzer)
- La última grela (tango, 1967)
- Las ciudades (tango)
- Las paraguas de Buenos Aires (milonga)
- Los pescadores del misterio (milonga)
- Libertango (tango, 1990)
- Los hijos del rio
- María de Buenos Aires (1968)
- María y las aves (milonga, 1981)
- Mi loca bandoneon (tango, 1981)
- Milonga carrieguera (1968)[3]
- Milonga de la anunciación (1968)[3]
- Milonga del trovador (milonga, 1981)
- Milonga en Ay menor (milonga)
- Misere canyengue (1968)[3]
- No quiero otro (milonga)
- Poema en si mayor (tango)
- Poema valseado (1968)[3]
- Por millones de ninos
- Preludio para el año 3001 (tango)
- Preludio para la Cruz del Sur (milonga)
- Preludio para una canillita (tango, 1972)
- Que buena nueva
- Romanza del duende (1968)[3]
- Sera que estoy llorando (tango, 1981)
- Tangata del alba (1968)[3]
- Tangus Dei (1968)[3]
- Te quiero, che (milonga)
- Tema de Maria (1968)[3]
- Tocata rea (1968)[3]
- Vals del 18 (waltz, 1981)
- Vamos, Nina (tango)
- Yo soy Maria
- Yo soy el bandoneon (tango, 1981)
- Yo soy vos